# Trencavelové
Trencavelové byli starým languedockým šlechtickým rodem. Díky svým rozsáhlým panstvím byli vazaly hrabat z Toulouse a zároveň aragonského krále. Postupem doby jim patřila území okolo Béziers, Albi, Razès a Carcassonne.
Prvním členem rodu, který začal používat jména Trencavel byl Raimond Bernard, který díky výhodnému sňatku získal vikomství v Carcassonne a také Béziers, Razès a Agde.

## Příslušníci rodu Trencavelů

Znak rodu Trencavelů

(vládnoucí členové rodu jsou vyznačeny číslicí)

1. Aton I., vikomt z Albi
- 2. Bernard Aton I. († 937), vikomt z Albi
  - 3. Aton II. († 942) , vikomt z Albi
    - 4. Bernard Aton II. († 990), vikomt z Albi
      - 5. Aton III. († 1030), vikomt z Albi
        - 6. Bernard Aton III. († 1060), vikomt z Albi
          - 7. Raimond Bernard Trencavel († 1074), vikomt z Albi a Nîmes
            - 8. Bernard Aton IV. († 1129), vikomt z Albi, Nîmes, Agde, Carcassonne, Béziers a Rasès
              - 9. Roger I. († 1150), vikomt z Carcassonne a Razès
              - 11. Raimond I. z Béziers († 1167), vikomt z Béziers, Carcassonne a Razès
                - Cecilie, provdaná za hraběte Rogera Bernarda I. z Foix
                - 12. Roger II. Taillefer († 1194), vikomt z Carcassonne, Béziers a Razès
                  - 13. Raimond Roger († 1209), vikomt z Carcassonne, Béziers a Razès
                    - Raimond Roger II. Trencavel († ?), zemřel na křížové výpravě

                - Beatrix, provdaná za hraběte Raimonda VI. z Toulouse
                - Adéla, provdaná za Sicarda V. z Lautrecu

              - 10. Bernard Aton V. († 1159), vikomt z Agde a Nîmes
                - 14. Bernard Aton VI. († ? ),vikomt z Agde a Nîmes, roku 1214 předal panství Simonovi z Montfortu

              - Ermengarda, provdaná za hraběte Gausfreda III. z Roussillonu
              - Ermesinda, provdaná za Rostainga z Uzès

          - Rangarda, provdaná za hraběte Petra III. Raimonda z Carcassonne
          - Frotarius I., biskup z Nîmes

        - Isabela, provdaná za hraběte Raimunda Berengara I. z Barcelony

      - Frotarius II., biskup z Nîmes a Albi

    - Gersenda, provdaná za hraběte Oda z Toulouse
    - Frotarius z Cahors, biskup z Cahors

  - Frotarius II. z Albi, biskup z Albi
  - Sicard I., vikomt z Lautrecu
- 15. Raimond II., vikomt z Albi, Béziers, Carcassonne a Razès

## Pozemková kniha
- V letech 1186 až 1214 byla rodinou Trencavelů vytvořena pozemková kniha Liber instrumentorum vicecomitalium. Rukopis je uchován v Société Archéologique de Montpellier.